# Summertime (singel Beyoncé)
Summertime – piosenka amerykańskiej wokalistki rhythm and bluesowej Beyoncé Knowles, nagrana z udziałem rapera P. Diddy'ego. Została wydana jako drugi i ostatni singel promujący film The Fighting Temptations, w którym wystąpiła Knowles. Utwór nie pojawia się w filmie, jednak znajduje się na jego oficjalnej ścieżce dźwiękowej. Po raz pierwszy „Summertime” wydany został jako b-side na singlu „Crazy in Love”.
Piosenka opowiada o związku i późniejszym małżeństwie głównych bohaterów filmu (Cuba Gooding Jr. i Knowles). Mimo iż Darrin (Gooding) zakochał się w Lilly (Knowles) od pierwszego wejrzenia, ona przez długi czas nie odwzajemniała jego uczuć. Dopiero pod koniec filmu Darrin oświadcza się, a Lilly godzi się za niego wyjść. Ostatecznie biorą ślub i niedługo po tym spodziewają się dziecka.
Singel wydany został 28 października 2003 roku i uplasował się na 35. pozycji Billboard Hot R&B/Hip-Hop Singles & Tracks. W oficjalnym remiksie piosenki wziął udział Ghostface Killah, dlatego w notowaniach opisywana była jako Beyoncé featuring P. Diddy or Ghostface Killah. „Summertime” grana była podczas trasy koncertowej Dangerously in Love Tour, a jej wykonanie na żywo wydane zostało na DVD Live at Wembley. Z kolei wersja z Ghostface Killah wykorzystana została w dokumencie na temat Jaya-Z, Fade to Black.